# Шахта «Марія-Глибока»
Шахта «Марія-Глибока» (до 2003 року — шахта ім. Менжинського). Раніше входила в трест «Первомайськвугілля». Розташована у місті Сокологірськ, Луганської області.
Стала до ладу у 1968 р. з виробничою потужністю 900 тис. т/рік. У 2003 р. видобуто 50 тис.т. вугілля.
Шахтне поле розкрите двома центрально-здвоєними вертикальними стволами (до гор. 777 м), фланговим вертикальним стволом (до гор. 917 м), капітальними квершлаґами.
Шахта небезпечна за раптовими викидами вугілля, породи і газу, а також за вибуховістю вугільного пилу. У 2003 р видобуто 49,970 тис.т вугілля.
Загальна кількість працюючих — 910 осіб (2003).
Видобуває коксувальний вугілля марки «Ж» для металургійних підприємств.
Адреса: 93200, вул. Жукова, 15, м. Сокологірськ, Луганської обл.
Інвестор шахти — компанія «Інтер-інвест» (м. Донецьк).